# Mestna četrt Ivan Cankar
Mestna četrt Ivan Cankar (krajše MČ Ivan Cankar) je ena izmed enajstih mestnih četrti v Mariboru, ki pokriva severovzhodni del občine. Ime je dobila po največjem slovenskem pisatelju Ivanu Cankarju, njen sedež pa se nahaja v ulici V zavoju 40b v Košakih.

## Zgodovina
Mestna četrt Ivan Cankar je nastala leta 1997, ko se je na podlagi Odloka o razdelitvi Mestne občine Maribor na mestne četrti in krajevne skupnosti, sedem nekdanjih krajevnih skupnosti - Anton Aškerc, Ivan Cankar, Boris Kidrič, Heroj Tone Tomšič, Krčevina, Počehova in Košaki - združilo v enotno mestno četrt. 

## Geografija
Območje mestne četrti je zelo razgibano, saj obsega del mestnega središča, vključno z znamenitim Hutterjevim blokom, kot tudi severne mestne predele oziroma naselja Počehova, Krčevina, Košaki in Pekel. S severa se zajeda v Mestno četrt Center, ki jo obkroža s treh strani.
V letu 2014 je imela mestna četrt okoli 7200 prebivalcev.

## Domovi krajanov
Kot posledica nekdanje organiziranosti na več krajevnih skupnosti, mestna četrt upravlja s štirimi objekti namenjenimi krajevnemu prebivalstvu:
- sedež MČ v ulici V zavoju 40b, Maribor,
- Dom krajanov Krčevina na Šubičevi ulici 11, Maribor,
- Dom krajanov Košaki, V zavoju 40/b, Maribor in
- Dom krajanov Počehova, Počehovska ulica 19, Maribor.